# 酒井唯菜
酒井 唯菜（さかい ゆいな、2003年〈平成15年〉1月25日 - ）は、日本の女優、タレント、モデル。愛媛県出身。TRUSTER所属。
「2020 ミス・ティーン・ジャパン」（2019年）グランプリ。

## 略歴
第9回となった『2020 ミス・ティーン・ジャパン』に出場。応募総数は4102人の中から、グランプリに選ばれた。自己アピールのスピーチと特技を披露では、堪能な韓国語で即興劇を演じた。

## 人物
夢は世界で幅広く活躍できるミニモデル、女優。
趣味・特技はギターやカラオケ。独学で韓国語を勉強している。
憧れの女優は篠原涼子。「演技をしている時の表情がすごく好きで、引き込まれる眼力もすごいなと思います」と語っている。

## 出演

### テレビドラマ
- ショートショート劇場『こころのフフフ』（2021年8月15日-[注 1]、WOWOWプライム） - 柳莉子 役

### WEBドラマ
- TikTokショートドラマ『あの頃歌っていた私たち』（2023年9月1日 - 22日）
- TikTokドラマ『イカロス達の監獄』（2023年9月2日 - 8日、ショードラ）- 遠藤里香 役
- 【推しの子】（2024年11月28日 - 12月5日、Amazon Prime Video） - 初代B小町のメンバー 役[4]

### 映画
- イルカはフラダンスを踊るらしい（2023年11月25日公開、森田亜紀監督、Aki Cinema／POPBORN） - ヒナ 役[5][6]
- 【推しの子】-The Final Act-（2024年12月20日公開予定、スミス監督、東映） - 初代B小町のメンバー 役[4]

### 舞台
- レモンゼリーのプールで泳ぐ（2020年11月4日 - 8日、ドラマデザイン社） - シオリ 役

### バラエティ番組
- 奇跡体験！アンビリーバボー（フジテレビ）
  - 「サバ缶を宇宙に飛ばした高校生2時間SP」再現VTR（2023年3月30日） - 西村喜代 役
  - 『突然奪われる日常…565年ぶりの未曾有の危機』 - 斎藤由香 役

### MV
- Bye-Bye-Handの方程式「風街突風倶楽部」（2023年3月16日）[7]
- Helsinki Lambda Club「バケーションに沿って」（2023年7月19日）[8]
- ラックライフ「ファンファーレ」（2023年6月5日）[9]
- 竹内アンナ「たぶん、きっと、ぜったい」（2023年8月24日）[10]
- I’s「永遠衝動」（2023年8月30日）[11]
- FANCY「さよならは告げない」（2023年8月31日）[12]
- After the Rain「アイムユアヒーロー」（2023年10月18日）[13]

### モデル
- シオノギ製薬「その先へ。」編（2020年）
- KFC スヌーピーマグつきパック「ついつい全部欲しくなる」篇（2022年）[14]
- 流通経済大学（2022年） - ポスターモデル[15]
- 代々木ゼミナール「秘めたまま、終わるな。」（2023年）
- イオンモール新居浜 22周年記念メインビジュアル（2023年）[16]

### その他
- ポケモン Kids TV「もんぽけといっしょにあそぼう!」（2021年 - 、YouTube） - お姉さん 役
- 株式会社闇 x プリ機『yumecoi』ホラーコース 「ゆめちゃんといっしょ」 - ゆめちゃん 役